# Londons historia

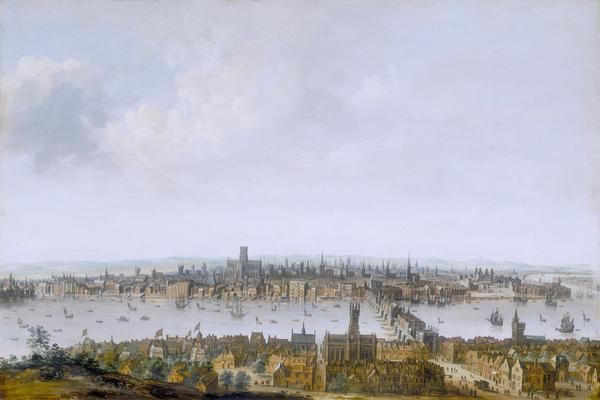
London 1630

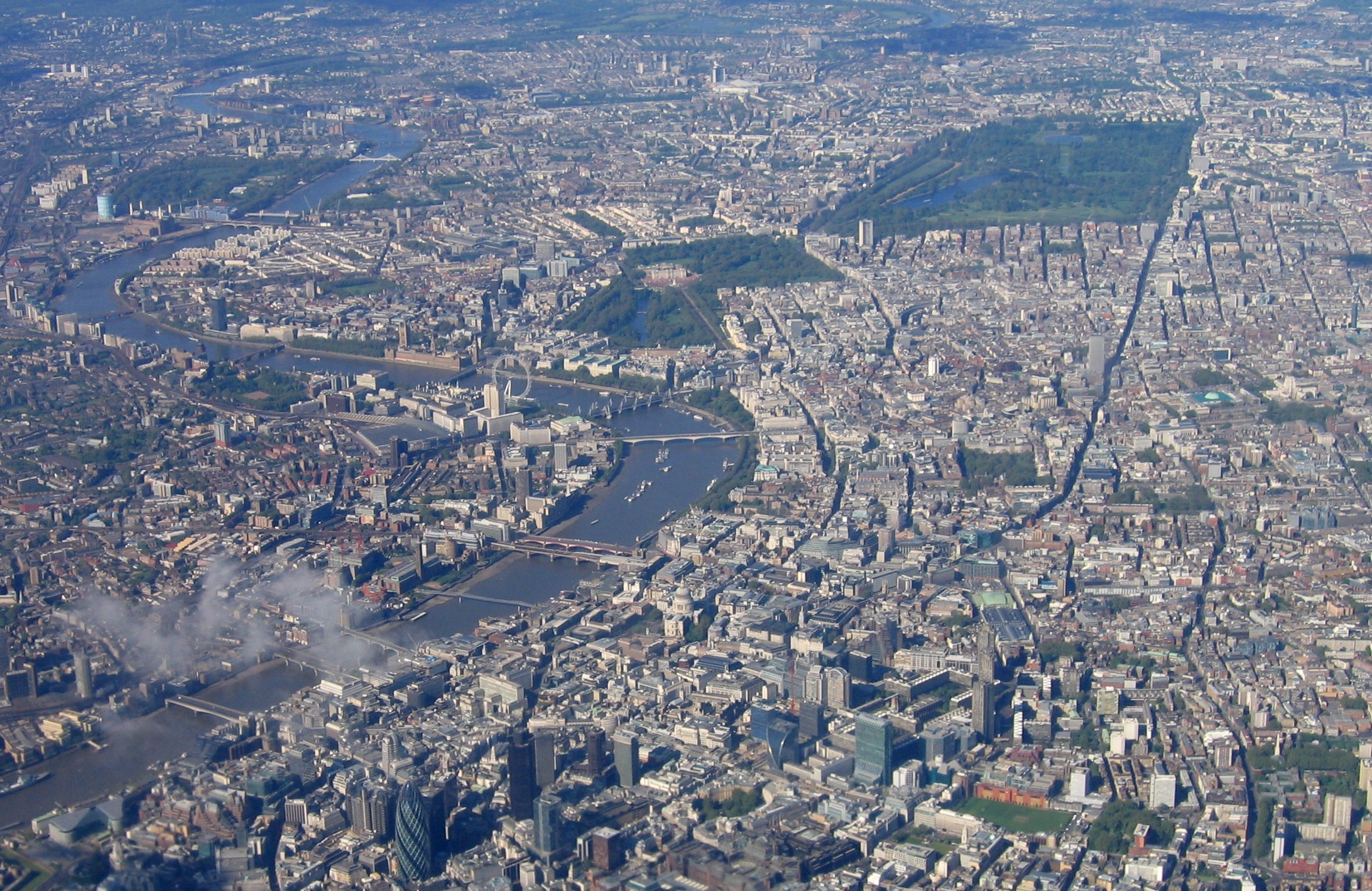
London 2005

Londons historia började på allvar då romarna kom till Storbritannien och skapade staden som provinsens huvudstad. Efter romarrikets fall blev staden övergiven, men kom från 600-talet att åter växa i betydelse.

## Förromerska tiden
Staden grundades av romarna under deras styre över landet. Namnet som de gav staden, Londinium, har en förromersk bakgrund, möjligen var det det tidigare namnet på området. Från arkeologiska fynd och utgrävningar vet man att det funnits en bro över Themsen där stadsdelen Vauxhall numera ligger från någon gång mellan 1750 och 1285 f.Kr. I de västra delarna av staden började man odla upp mark och bygga religiösa monument ungefär 4000 f.Kr. Området kan ha varit ett regionalt centrum under bronsåldern, men när järn började nå området omkring 700 f.Kr. medförde det att existerande nätverk kollapsade och området var knappast något centrum under järnåldern. De närmsta centrumet fanns troligen i Ilford eller Woolwich.

## Romartiden

Karta över Londinium

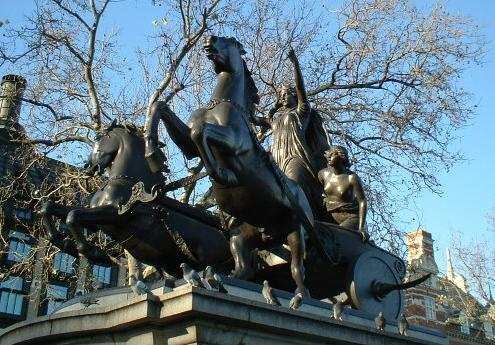
Boudicca-staty i Westminster

Romarna började anlägga staden strax efter att de erövrat stora delar av Storbritannien 43. En av anledningarna var att skydda den bro som romarna själva byggt över Themsen. Denna befästa bosättning blev huvudstad i den romerska provinsen Britannia. Staden växte av flera anledningar snabbt. En anledning var att den var ett administrativt centrum, en annan att den hade en strategisk placering som platsen där två viktiga transportleder möttes (Themsen, respektive vägen mellan Kent och Storbritanniens första stad Camulodunum). En tredje att den omgivande marken var bördig.
Staden nämns för första gången i skrift år 60 då den blev nerbränd under drottning Boudiccas uppror. Staden återuppbyggdes snabbt och tiden fram till början av 100-talet präglades av omfattande byggnation. Inför kejsar Hadrianus besök 122 blev flera offentliga byggnader uppförda. Omkring år 125 blev staden åter drabbad av en omfattande brand och stora delar förstördes. Från mitten av 100-talet blev Storbritannien oroligare och delar av staden blev övergivna. Någon gång mellan år 190 och 210 blev en mur uppförd runt staden. När Storbritannien delades i två administrativa enheter år 200 blev London huvudstad för det sydligare, Britannia Superior. Under mitten och senare delarna av 200-talet skedde en viss återbefolkning av det tidigare övergivna området och en del offentliga byggnader blev uppförda, bland annat ett tempel ägnat åt Mithra. Carausius, befälhavare för den romerska flottan i engelska kanalen, blev den förste att prägla mynt i London. Detta skedde efter att han utropat sig till kejsare år 286 och tagit makten över Storbritannien, vilket medförde att ön blev isolerad från imperiet tills han dödades av sin finansiella rådgivare år 293.
När Diocletianus ändrade den administrativa uppdelningen av romarriket och delade Storbritannien i fyra delar blev London huvudstad för Maxima Caesariensis. Kristendomen växte sig stark efter att Konstantin den store konverterat till religionen. Stadens biskop deltog vid konsiliet i Arles år 314 och Mithratemplet blev anfallet.
De romerska soldaterna lämnade London, liksom övriga Storbritannien år 410. Under de sista åren var antagligen en del av soldaterna germaner i romarrikets tjänst. Med detta var Storbritannien inte längre en del av romarriket och fick själv stå för försvaret av ön mot attacker av germanska stammar. Det romerska livet bevarades under några årtionden, men därefter började städerna, inklusive London, att bli övergivna. Många av de offentliga byggnader som uppförts kom att stå sig långt fram i tiden, i flera fall finns de omnämnda under tiden för normandernas ankomst.

## Återkolonisering under saxarna
Efter Romarrikets fall övergavs Londinium och en saxisk stad vid namn Lundenwic etablerades omkring en och en halv kilometer längre västerut, i vad som nu är Aldwych (anglosaxiska för gamla hamnen), på 600-talet. Staden blev en del av Essex och dess biskopssäte när kristendomen började återinföras i början av 600-talet. Att staden blev biskopssäte hade troligen mer att göra med dess historia än dess dåtida betydelse. I staden kom handel mellan de anglosaxiska rikena att ske, både med varandra och med övriga Europa.
Lundenwic övergavs efter ett flertal anfall av vikingarna. Staden anfölls 842, 851 och blev deras vinterkvarter åren 871–872. Den gamla romerska staden återbefästes med början 886 av Alfred den store i hans strävan att förbättra städernas försvarsförmåga genom att bygga försvarsanläggningar.
Staden anfölls igen 994, men klarade sig bättre och de anfallande vikingarna drabbades av stora förluster. Staden höll ut tills hela England erövrades av danskarna.
Under Edvard Bekännaren blev Westminster Abbey byggt, några kilometer sydväst om den dåtida staden. Där kom framöver kungar att bli krönta och begravda. Kring kyrkan växte en stad upp. Medan London blev det kommersiella centrumet blev Westminster det kungliga.

## Efter normandernas erövring

Karta över London år 1300.

Så småningom växte Westminster och London ihop och bildade grunden för London, som blev Englands största stad. Under 1100- och 1200-talet tog Westminster över den regeringsadministration som tidigare antingen flyttade runt i landet eller fanns i Winchester, till exempel kontrollen av skattehanteringen.
London har stadigt vuxit genom århundradena, genom att omge och göra förorter av närliggande byar och städer, jordbruksmark, lantliga områden, ängar och skogar och har spritt sig i alla riktningar. Från 1500-talet till det tidiga 1900-talet blomstrade London som huvudstad i det brittiska imperiet.

## 1500-talet
| År                                        | Befolkning* |
| ----------------------------------------- | ----------- |
| 1100                                      | 10-15 000   |
| 1200                                      | >30 000     |
| början av 1300-talet                      | 80 000      |
| 1377                                      | 35-45 000   |
| 1550                                      | 80 000      |
| 1700                                      | 500 000     |
| *Alla uppgifter före 1801 är ungefärliga. |             |

London växte snabbt till att bli en av Europas viktigaste handelsplatser. Handeln styrdes av stora handelsbolag som Muscovy Company och British East India Company. Befolkningen växte från att vara uppskattade 50 000 år 1530 till 225 000 år 1605. Bland de inflyttade fanns förutom engelsmän och walesare även hugenotter. Men främlingsfientligheten gjorde också att många utlänningar lämnade staden.
Dramat utvecklades av William Shakespeare vid Globe Theatre i Southwark.

## 1600-talet
Under 1600-talet började London växa utanför sina medeltida gränser. London drabbades av en pestepidemi som kan ha dödat över 30 000 invånare. 1609 återupptogs Lord Mayor's Show på order av kungen. 1625 blev Karl I ny kung och under hans regeringstid började West End att befolkas av aristokratin och ett ökande antal jordägare med familjer bosatte sig delvis i London för det sociala livets skull. Piazzan i Covent Garden skapades av Inigo Jones omkring 1632. 1665–1666 utbröt återigen en stor pestepidemi.

### Stora branden i London

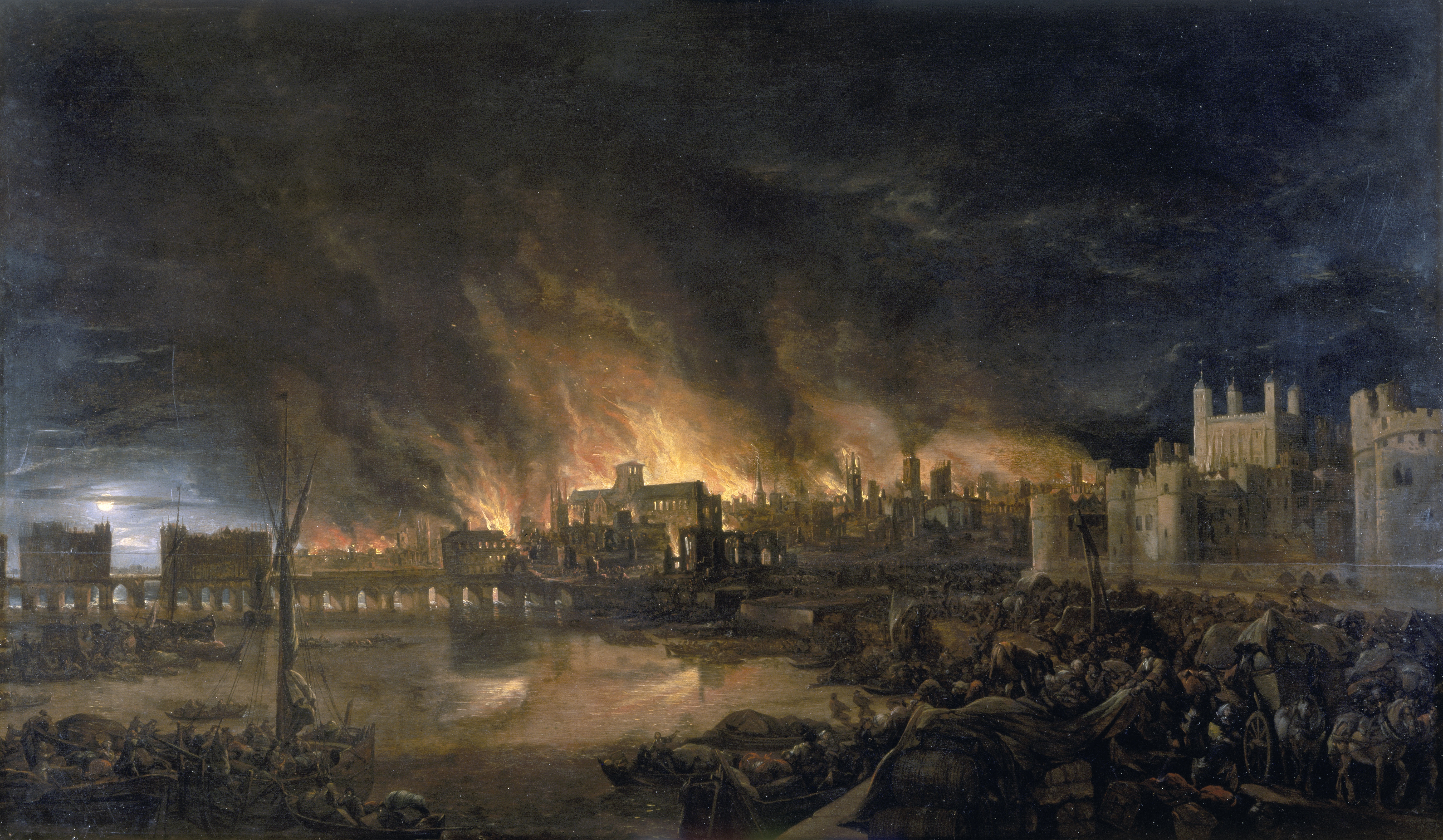
London under branden.

1666 svepte den stora branden genom staden och förstörde en stor del av stadskärnan. Branden 1666 är en av de största katastrofer som drabbat London under dess historia. Den gjorde en sjättedel av Londons dåtida befolkning hemlös, ca 100 000 människor. Antalet döda i branden är okänt och har ansetts vara lågt, men på senare tid finns teorier där tusentals uppskattas har dött i lågorna. The Monument restes som åminnelse över branden.
Återuppbyggandet tog över 10 år och husen kom nu enligt en förordning att byggas i tegel istället för trä. Christopher Wrens förslag till ny stadsplan antogs inte men Wren fick istället skapa Sankt Pauls-katedralen. I East End skedde en stor inflyttning åren efter den stora branden av arbetare som levde under enkla förhållanden i Whitechapel, Wapping, Stepney och Limehouse.
Bank of England grundades och Brittiska Ostindiska Kompaniet fick ett ökat inflytande. I slutet av 1600-talet grundades försäkringsbolaget Lloyd's of London. Londons växande accelererade på 1700-talet och under det tidiga 1800-talet var det den största staden i världen.

## 1700-talet
Under 1700-talet växte London snabbt när hela Storbritanniens befolkning ökade som en följd av den industriella revolutionen och ett framväxande brittiskt imperium. År 1700 hade London hand om 80 % av Englands import och 69 % av exporten. Bland det som importerades fanns lyxvaror som te, silke, tobak och socker.
1707 skapades Kungariket Storbritannien genom Unionsakterna (Act of Union) som slog samman det skotska och brittiska parlamentet. London växte utanför sina gamla gränser och nya områden skapades för överklassen i West End, bland annat Mayfair. Staden växte genom nya broar som skapade nya verksamheter i södra och östra London. 1762 köpte Georg III det palats som senare blev dagens Buckingham Palace. 1700-talets London hade stora problem med brottslighet och straffen var hårda med dödsstraff även för mindre brott och offentliga avrättningar var vanliga.

## 1800-talet

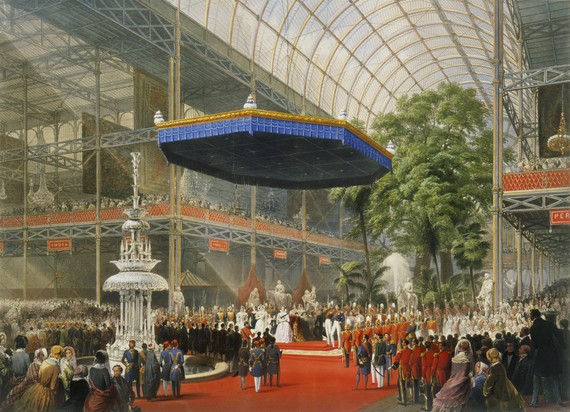
Londonutställningen 1851 öppnas av Drottning Viktoria.

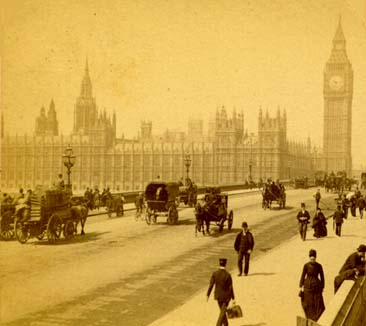
Westminster

Under 1800-talet växte London till att bli världens folkrikaste stad och huvudstad i det brittiska imperiet. Befolkningen ökande från en miljon år 1800 till 6,7 miljoner hundra år senare. London blev ett globalt centrum politiskt, ekonomiskt och inom handeln. Industrialiseringen gjorde bland annat att en varvsindustri växte fram i Docklands. Samtidigt hade staden stora problem med den snabba befolkningsutvecklingen och en stor del av befolkningen levde i fattigdom i slumområden. London delades upp mellan det rika väst och det fattiga öst, East End, världar som sällan möttes och som gjorde att problemen länge ignorerades av de styrande. Under 1800-talet uppmärksammades efterhand de omfattande sociala problemen, bland annat genom socialreformister som Anthony Ashley Cooper, 7:e earl av Shaftesbury.
Samtidigt växte staden och nya stadsdelar skapades i Islington, Paddington, Belgravia, Holborn, Finsbury, Shoreditch, Southwark och Lambeth. Flera av Londons mest kända byggnader och landmärken restes under 1800-talet: Trafalgar Square, Big Ben med Houses of Parliament, Royal Albert Hall, Victoria and Albert Museum och Tower Bridge.
Londons lokala regeringssystem kämpade för att klara av denna snabba tillväxt, särskilt med att tillhandahålla tillräckligt med infrastruktur. En rad järnvägsstationer byggdes under 1800-talet världens första tunnelbana öppnade 1863. Staden hade stora sanitära problem varpå en omfattande kanalisation skapades 1858–1865 under ledning av Joseph Bazalgette. 1855 skapades The Metropolitan Board of Works (MBW) för att ge London en infrastruktur som kunde klara av stadens tillväxt. MBW avskaffades 1889 och the County of London skapades, vilket administrerades av the London County Council, den första valda allomfattande administrativa enheten i staden. 1829 skapade Robert Peel Metropolitan Police.
En stor händelse var Londonutställningen 1851 i Crystal Palace som markerade stadens uppgång som centrum i världen som huvudstad i det brittiska imperiet. Under 1800-talet skedde en första invandringsvåg i staden med irländare som en följd av svälten på Irland.

## 1900-talet
Under 1900-talets början fortsatte London att växa och infrastrukturen förbättrades, bland annat genom utbyggnad av tunnelbanan och elektrifiering. Under 1900-talets första decennier förändrades staden när fler och fler londonbor flyttade utanför staden och County of London.
Under första världskriget upplevde staden de första bombräderna av tyska zeppelinare och senare flygplan som dödade omkring 700 personer och spred skräck bland invånarna. En stor olycka, Silvertownexplosionen, skedde när en ammunitionsfabrik sprängdes varpå 73 personer dödades och 400 skadades. Stor upprördhet följde när sexton barn dödades vid en bombning av en skola. De tyska räderna upphörde i maj 1918.
Efter första världskriget drabbades London av arbetslöshet under den stora depressionen. Men London klarade sig bättre än övriga Storbritannien genom en byggboom och genom att man hade en relativt liten andel tung verkstadsindustri. Istället kunde London locka till sig etableringar av modernare elektriska industrier.

### Andra världskriget

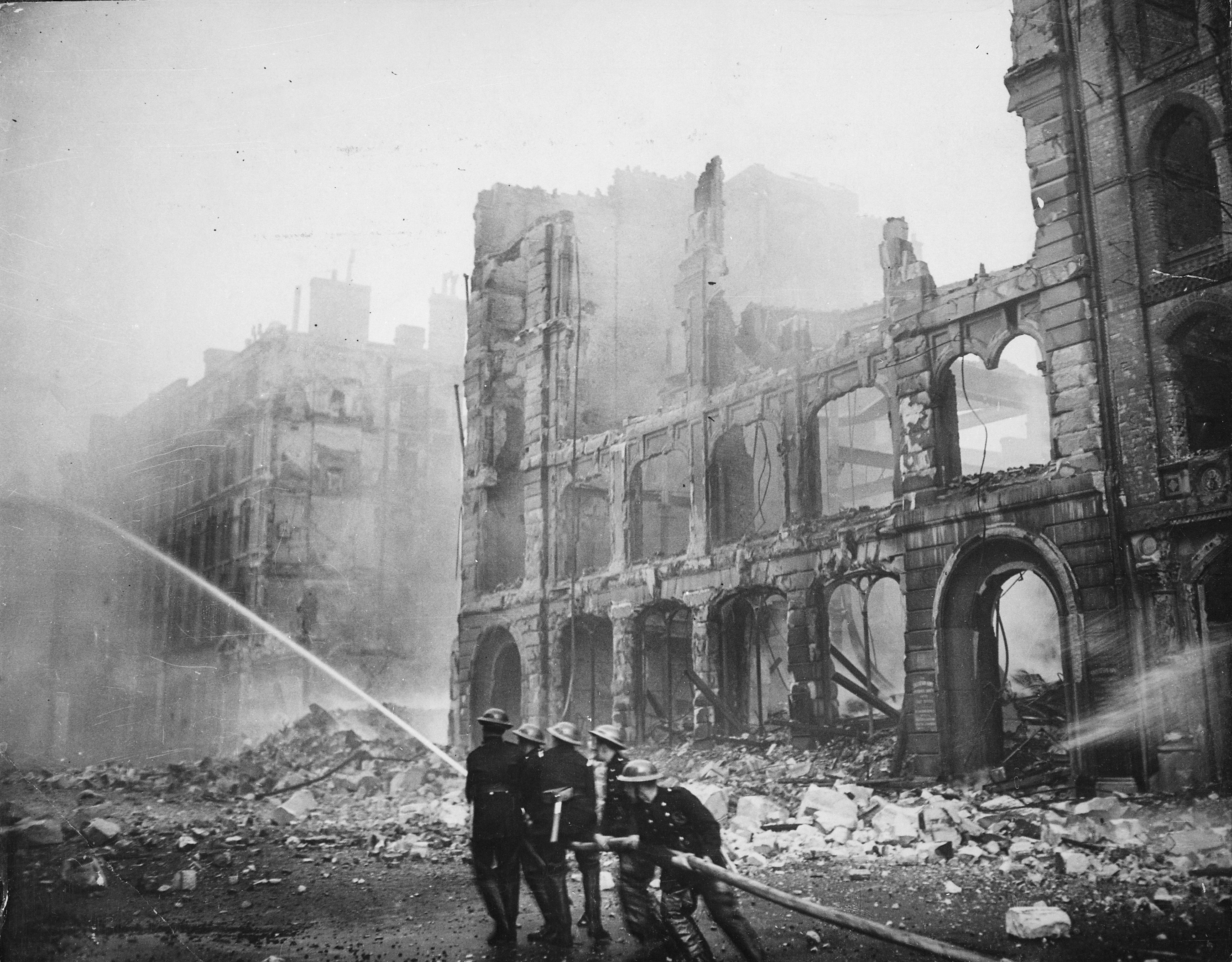
Släckningsarbeten under Blitzen 1941.

Det som antagligen har varit de största förändringarna i London under de senaste 100 åren har sitt upphov i blitzen och annan bombning av tyska Luftwaffe under andra världskriget. Blitzen pågick 1940–1941 då 71 bombräder genomfördes. I december 1940 förstörde en eldstorm stora delar av City of London och historiska byggnader förstördes. Till undantagen hör Sankt Pauls-katedralen. 1944 återupptogs bombräderna av tyskt flyg och senare av raketer (V1 och V2). Bombningarna dödade mer än 30 000 londonbor, skadade mer än 50 000 och jämnade stora områden med bostadshus och andra byggnader med marken. Barn evakuerades till landsbygden och londonbor sökte skydd i tunnelbanan.

## Efterkrigstiden
Under det tidiga 1900-talet använde londonborna kol för uppvärmning av hemmen, vilket skapade stora mängder rök. Tillsammans med särskilda klimatförhållanden orsakade detta ofta en karaktäristisk smog, och London blev känd för sin typiska "Londondimma", även känd som "Pea Soupers". London kallas också ibland för "The Smoke" ("Röken"), antagligen på grund av detta. 1956 infördes the Clean Air Act på grund av en femdagars "pea souper", från 5 till 9 december 1952, vilken dödade mer än 4 000 människor, varefter man krävde att särskilda "rökfria zoner" skulle upprättas, där man krävde "rökfritt" bränsle.

### Återuppbyggnad och förändringar
1948 arrangerade London de första olympiska sommarspelen efter kriget och 1951 ägde över hela landet Festival of Britain rum. De första åren gick återuppbyggnaden långsamt, en period känd som "The Austerity". Återuppbyggnaden under 1950-talet, 1960-talet och 1970-talet karaktäriserades av många olika arkitektoniska stilar och har resulterat i en avsaknad av enhetlighet i arkitekturen, som har blivit en del av Londons stadsbild. För att råda bot på den stora bostadsbristen byggdes höghusområden, bland annat Barbican och Trellick Tower som är exempel på arkitekturstilen brittisk brutalism. Samtidigt flyttade många Londonbor ut från centrum till Harlow, Crawley, Stevenage och Milton Keynes.
Londons befolkning förändrades också från 1950-talet och framåt då många invandrare kom till staden, företrädesvis från tidigare kolonier som Jamaica, Indien och Pakistan. London blev nu en av de mest mångkulturella städerna i Europa. Samtidigt drabbades staden av konflikter, bland annat oroligheterna i Brixton 1981 och invandrare drabbades av rasistattacker, som när textilarbetaren Altab Ali mördades 1978 vilket följdes av en stor demonstration mot våldet.

### Popens London

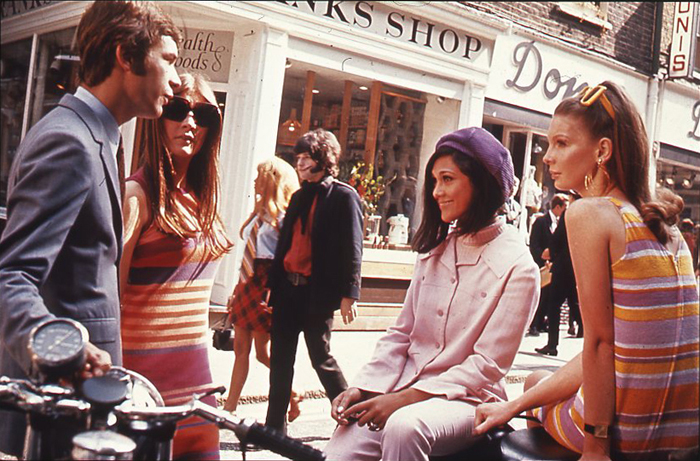
Carnaby Street på 1960-talet.

Swinging London var ett fenomen som under 1960-talet framhöll det unga, det nya och moderna. En av katalysatorerna var uppgången i den brittiska ekonomin efter den hårda tid som rådde i Storbritannien efter andra världskriget och som hållit sig under stora delar av 1950-talet. Även om The Beatles kom från Liverpool, så var The Rolling Stones och resten av den nya kulturen baserad i London. De flesta nya modedesigner, modeller och fotografer var unga och höll till i en begränsad del av London, främst kring Carnaby Street och området kring King's Road, Chelsea. Mary Quant blev symbolen för modet i London och frisören Vidal Sassoon skapade innefrisyrerna. I slutet av 1970-talet etablerade sig punken med London som centrum med band som Sex Pistols och The Clash ("London Calling"). Modeskaparen Vivienne Westwood blev nu en symbol för punkmodet.

### Greater London Council

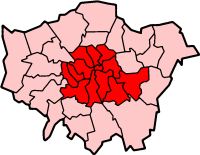
London i rött och Greater London i rosa.

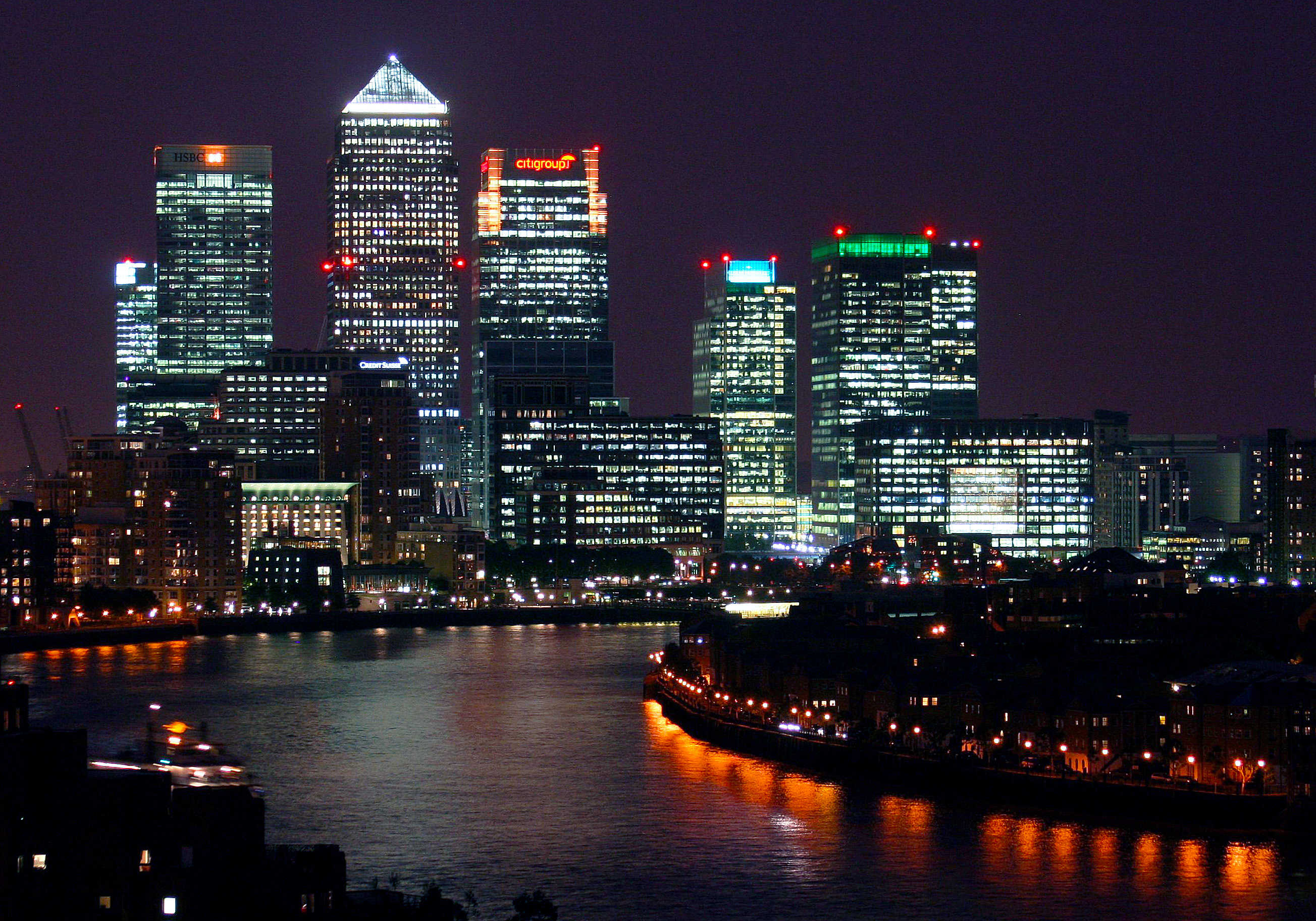
Canary Wharf.

1965 avlöstes the London County Council av the Greater London Council (GLC). Greater London (Stor-London) inbegrep många fler förorter i huvudstaden, inklusive 20 av nuvarande Londons boroughs. GLC avskaffades 1986 efter konflikter mellan Margaret Thatchers regering och dess oppositionsgrupp, ledd av Ken Livingstone. GLC:s befogenheter överläts på the boroughs. Under efterkrigstiden ägde en stor strukturomvandling rum i London med stora industrinedläggningar. London klarade sig bättre än andra delar av Storbritannien genom sin stora tjänstesektor. De nedlagda varvsområden i Docklands gav plats åt nya kontorsområden i en av världens största stadsombyggnadsprojekt. I Docklands byggdes även Docklands Light Railway som började trafikera området 1987.

### Terrordåd
Från 1970-talet och framåt drabbades London återkommande av attentat utförda av IRA. Innan vapenvilan 1997 var London regelbundet ett mål för IRA-bombare som försökte pressa Storbritanniens regering att förhandla med Sinn Féin om Nordirland. 1973 placerades fyra bilbomber i London varav två exploderade som dödade en person och skadade 180. Detta startade en serie av attentat de kommande åren. Bland de större attentaten hör bland annat bombattacken i Hyde Park och Regent's Park (1982), Harrodsattentatet 1983, Baltic Exchange bombing (1992) och Bishopsgate bombing (1993).

## 2000-talet

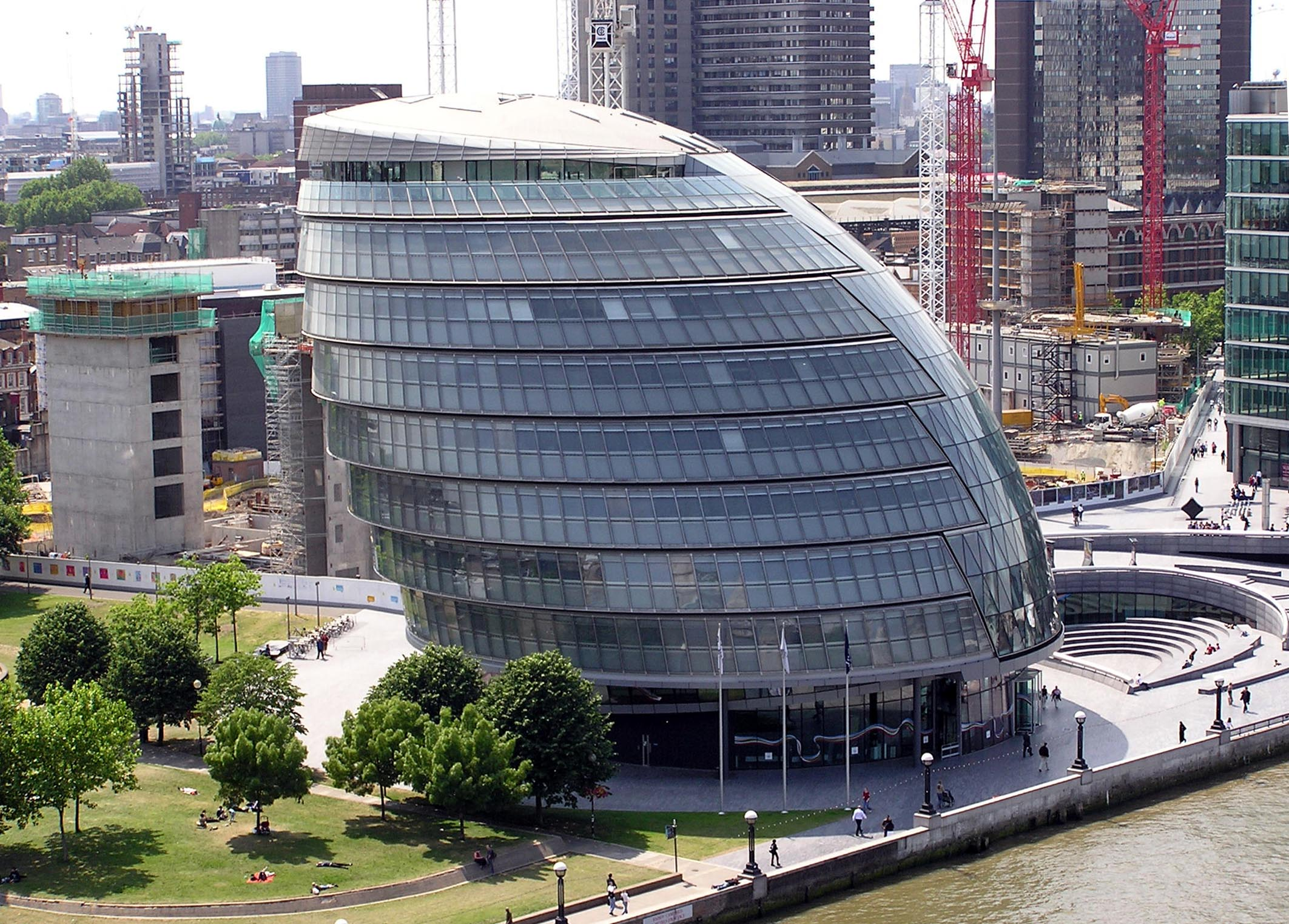
London City Hall.

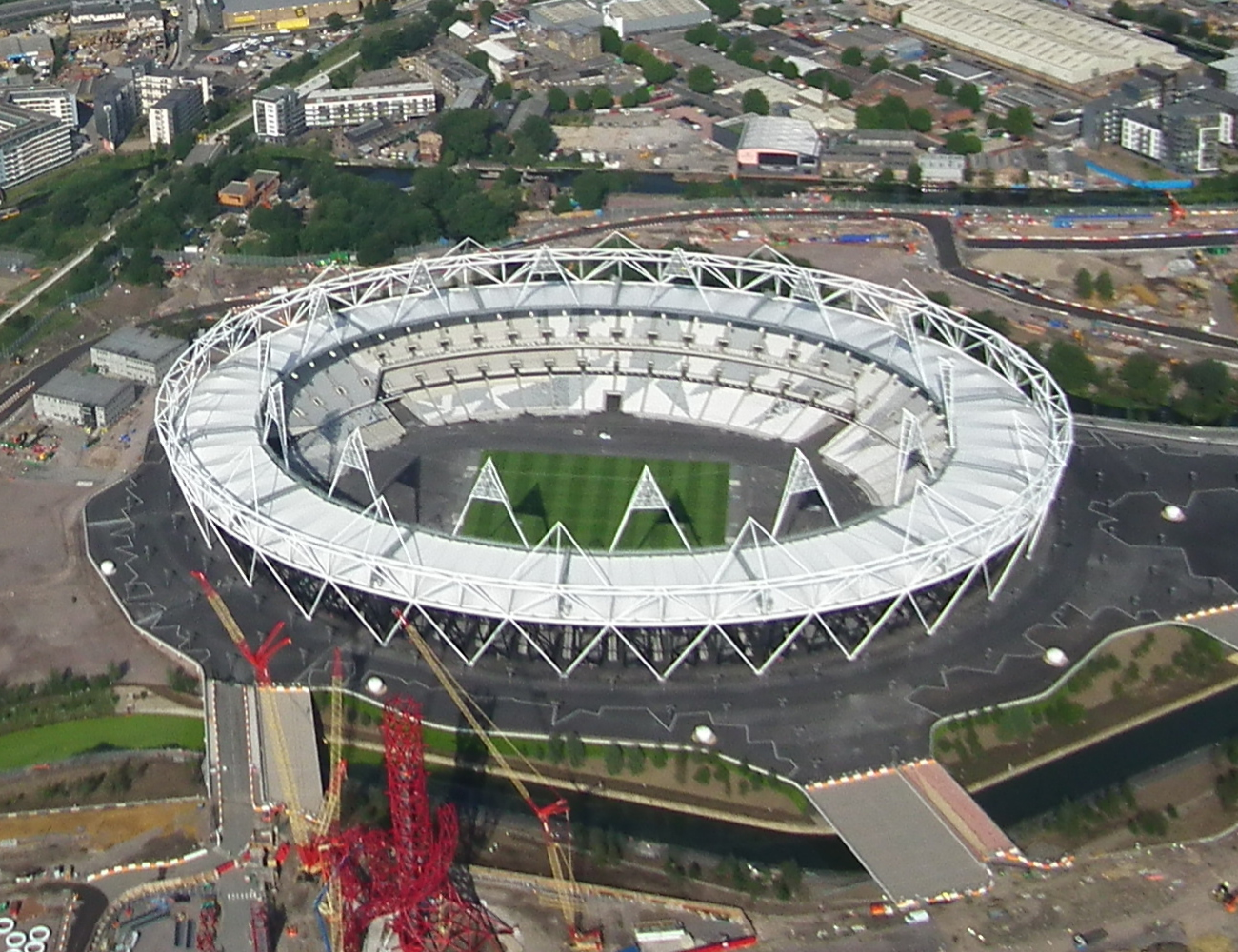
OS-arenan i Stratford.

2000 skapades the Greater London Authority (GLA) och man valde en förste borgmästare för staden, vilket Ken Livingstone vann som oberoende kandidat. Londons borgmästare och GLA hade begränsat ansvar och mycket liten finansiell självständighet. Borgmästarens ansvar är strategisk planering och budget i Greater London rörande trafik, polis, räddningstjänst och näringslivsfrämjande. Livingstone införde bland annat en trängselskatt, London Congestion Charge, som efter införandet 2003 kommit att accepteras efter en period av kraftigt motstånd av invånarna och affärsinnehavare.
Under senare år har London även fått flera nya landmärken som 30 St Mary Axe av Norman Foster och The Shard av Renzo Piano samt ett nytt stadshus på andra sidan Themsen mittemot Towern. I samband med millennieskiftet byggdes Millennium Dome (idag The O2) och London Eye byggdes. Storbritanniens lotteri National Lottery gav också bidrag till ombyggnaden av British Museum då ett stort tak byggdes som täcker över innergården.
Den 7 juli 2005 inträffade ett antal koordinerade bombattentat på tre tunnelbanestationer och en buss. Explosionerna kom mindre än ett dygn efter att London hade tilldelats de Olympiska sommarspelen 2012 och medan G8-mötet pågick i Skottland.
De Olympiska spelen 2012 har fört med sig ombyggnation av många områden av London där spelen arrangerades, med ett särskilt fokus på hållbar utveckling.